# Pentti Holappa

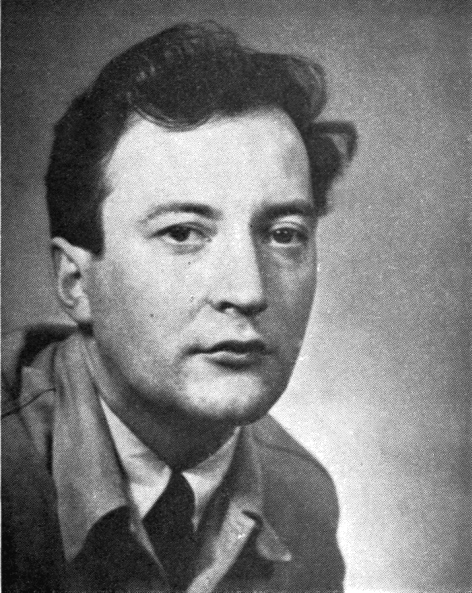
Pentti Holappa

Pentti Vihtori Holappa (Ylikiiminki, 11 augustus 1927 - Helsinki, 10 oktober 2017) was een Finse schrijver en dichter. Hij was namens de Finse Sociaaldemocratische Partij (SDP) minister van cultuur in 1972 in het tweede kabinet van Rafel Paasio. Holappa was hoofdredacteur van het tijdschrift Ajankotha in 1967-1968. Met de dichter Olli-Matti Ronimus had hij een antiquariaat in Helsinki genaamd Kampintorin antikvaarinen kirjakauppa, Holappa & Ronimus.
Holappa's bekendste werk is de in 1998 met de Finlandiaprijs bekroonde roman Ystävän muotokuva (Portret van een vriend). De roman gaat over een relatie tussen twee mannen. Holappa is altijd open geweest over zijn homoseksualiteit en zijn levenspartner was Olli-Matti Ronimus.
Ander werk van Holappa omvat gedichtenbundels, novelles, essays en romans.
Daarnaast heeft Holappa Franse en Engelse literatuur in het Fins vertaald, onder meer werk van Claude Simon, Samuel Beckett, Charles Baudelaire en Jean-Marie Gustave Le Clézio.
Zijn werk is in verschillende talen vertaald, zoals in het Frans en Duits, maar niet in het Nederlands.

### Gedichtenbundels
- Narri peilisalissa, Otava 1950
- Maan poika, WSOY 1953
- Lähellä, WSOY 1957
- Katsokaa silmiänne, WSOY 1959
- Valitut runot, WSOY 1977
- Viisikymmentäkaksi, WSOY 1979
- Pitkiä sanoja, WSOY 1980
- Vuokralla täällä, WSOY 1983
- Valaistu kaupunki Ruijan pimeydessä, WSOY 1985
- Savun hajua, WSOY 1987
- Keltainen viiri, WSOY 1988
- Maan päällä – taivaan alla. Kertovia runoja, WSOY 1991
- Sormenjälkiä tyhjässä, WSOY 1991
- Ankkuripaikka, WSOY 1994
- Älä pelkää! WSOY 1997
- Rumpukalvolla, WSOY 1999
- Runot 1950–2000, WSOY 2000
- Norsun ääni, WSOY 2003

### Romans
- Yksinäiset, WSOY 1954
- Tinaa, WSOY 1961
- Perillisen ominaisuudet, WSOY 1963
- Pitkän tien kulkijat, WSOY 1976
- Kansliapäällikkö, WSOY 1996
- Ystävän muotokuva, WSOY 1998
- Kaksi kirjailijaa, WSOY 2002
- Mies miehelle. Kertomus ystävyydestä, (samen met Hannu Jouhki) Ajatus 2006

### Verhalenbundels
- Peikkokuninkaat, WSOY 1952
- Muodonmuutoksia, WSOY 1959

### Overige werken
- Tuntosarvilla. Esittelyjä ja esseitä, WSOY 1963
- Matti ja Maija eli Tunteet ja kasvatus. Näytelmä, Tammi 1967
- Päätelmiä. Lehtijuttuja ajalta helmikuu 1968–elokuu 1970, Tammi 1970
- Ihminen maailmassa, (yhdessä Olli-Matti Ronimuksen kanssa) WSOY 1973
- Käytännön sosiaalidemokratiaa, (toimittanut) Tammi 1973
- Ajan nuolet. Matkoja, (matkaesseekokoelma) WSOY 1990
- Adieu! Hillitty tragedia, (näytelmä) 1991
- Jokapäiväistä aikaa. Kirje, WSOY 1995
- Luvassa elämä. Omistettu sinulle, WSOY 2004
- Sotapäiväkirja, WSOY 2004
- Ajan hermolla. Kolumnit 1968–1978, Ajatus 2006

### Bloemlezingen
- Näkinkenkä soi. Uusia runoilijoita, Otava 1948
- Matkaopas huomiseen. Neljä runoilijaa, WSOY 1960

### Vertalingen
- Claude Simon: Flanderin tie, Tammi 1963
- Nathalie Sarraute: Kultaiset hedelmät, Kirjayhtymä 1964
- Alain Robbe-Grillet: Labyrintissa, Tammi 1964
- Claude Simon: Loistohotelli, Tammi 1965
- Alfred Jarry: Kuningas Ubu eli Puolalaiset. Viisinäytöksinen draama, WSOY 1967